# Mỹ Tâm

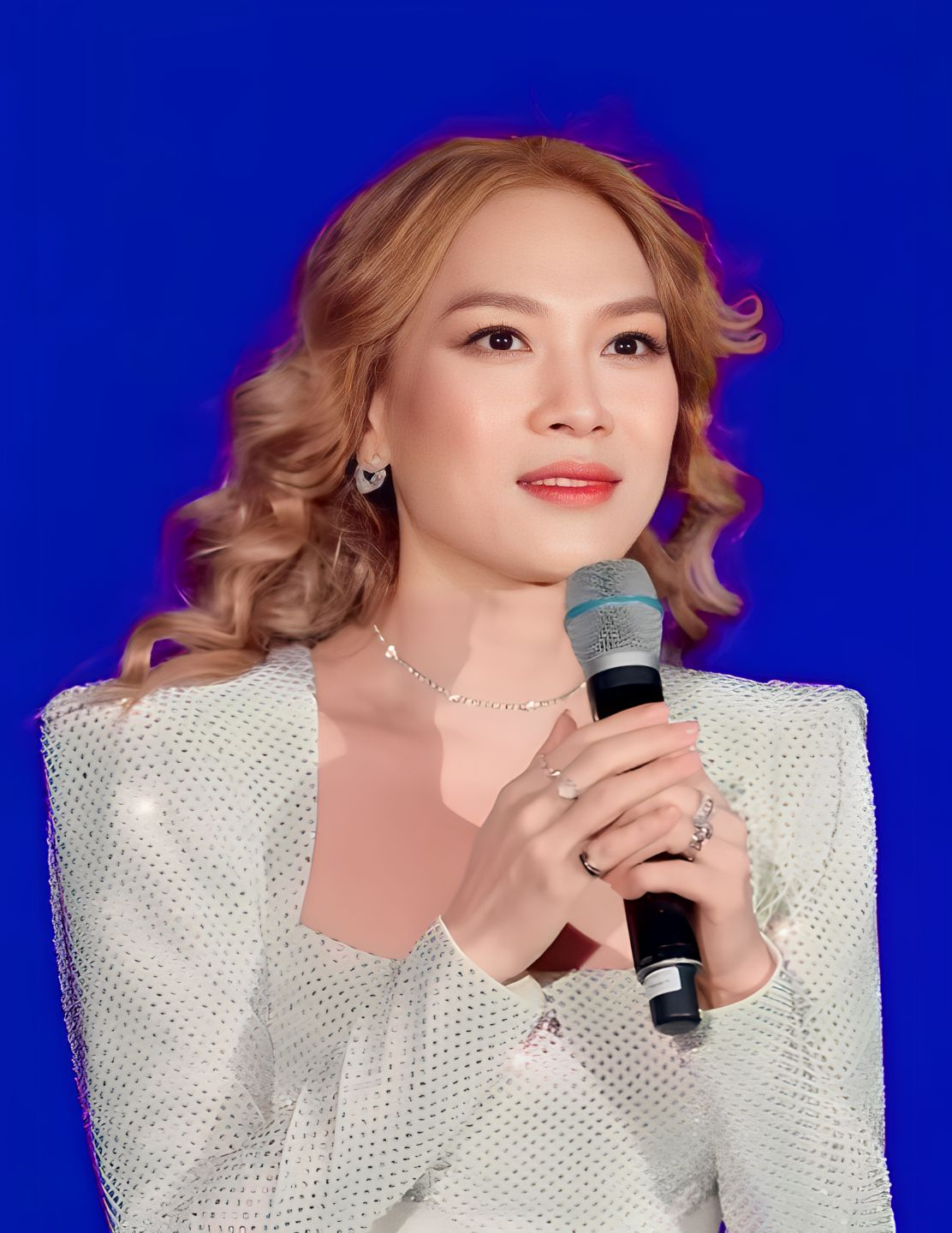
Mỹ Tâm

Mỹ Tâm (* 16. Januar 1981 in Đà Nẵng; eigentlich Phan Thị Mỹ Tâm) ist eine vietnamesische Sängerin, Songwriterin, Regisseurin und Schauspielerin.

## Biografie
Mỹ Tâm wuchs in Da Nang, Vietnam, auf und begann im Alter von sechs Jahren mit dem Ballett. Mit 9 begann sie Gitarre und Orgel zu lernen. Mit ihrem Gesang gewann sie in der Sekundarstufe einen Schulpreis und den ersten Platz eines lokalen Singwettbewerbs. Anschließend besuchte sie die Military School of Art in Hanoi und lernte professionellen Gesang an der Musikkonservatorium Ho-Chi-Minh-Stadt.
1999 unterschrieb sie bei der Plattenfirma Vafaco, die jedoch nichts von ihr veröffentlichte. Sie sang eine Demoversion des Lieds Nhé anh ein und zusammen mit Nguyen Quang schrieb sie den Titel Mãi yêu. Beide Lieder sollten später auf ihrem Debütalbum veröffentlicht werden. 2000 änderte sie ihr Image und begann sich den K-Pop-Style anzueignen. Daneben arbeitete sie im Music Center in Ho Chi Minh City. Sie trat bei der Asia New Singer Competition in Shanghai auf und belegte dort den dritten Platz. 2001 machte sie ihren Abschluss am Konservatorium.
2001 erschien Mỹ Tâms Debütalbum Mãi Yêu mit den Hit-Singles Tóc nâu môi trầm, den beiden Karaoke-Hits Tình Em Ngọn Nến und Yêu dại khờ. Für ihren 20. Geburtstag schrieb ihr Musikproduzent Quốc Bảo den Song Hai mươi. 2002 erschien ihr zweites Album Đâu Chỉ Riêng Em, eingeleitet von der Videosingle Hát với dòng sông. Ihr Song Cây Đàn Sinh Viên wurde zu einer Art Studentenhymne, die in verschiedenen Fernsehberichten verwendet wurde. Auf dem eher am R&B-orientierten Album befinden sich auch zwei Coverversionen ursprünglich englischsprachiger Hits, nämlich France Galls Poupée de cire, poupée de son (Búp bê không tình yêu) und Chers Bang Bang (My Baby Shot Me Down) (Khi xưa ta bé).
2003 erschien das Album Yesterday & Now, das den endgültigen Durchbruch markierte. Das Album verkaufte sich bis heute über eine Million Mal und wurde damit das bestverkaufte Album in der Geschichte Vietnams. Im Rahmen der Promotion trat sie in zwei großen Stadien auf. Die Kosten der Auftritte beliefen sich auf 2,5 Millionen US-Dollar. Die Ballade Believe in Victory (Niềm tin chiến thắng) wurde vom vietnamesischen Team bei den Südostasienspielen 2003 verwendet. Am 16. November 2004 trat sie als einziger Teilnehmer für Vietnam auf dem ersten Asia Song Festival in Seoul auf. Dort sang sie Ước gì und Nụ hôn bất ngờ und erhielt dafür einen Preis. Sie war außerdem für eine Mai Vang Golden Ochna Integerrima (Goldene Orchidee) nominiert.
2006 erschien ihr fünftes Album Vút Bay (Fly), bei dem sie mit Narimaru Pictures erstmals mit einer südkoreanischen Produktionsgesellschaft zusammenarbeitete. Die Produktionsgesellschaft vermittelte ihr weiteres Gesangstraining sowie Tanzstunden. Erstmals verwendete sie hier auch Einflüsse aus dem Hip-Hop und dem Soul. Neben der Musik brachte sie mit My Time auch ihre eigene Parfüm-Marke auf den Markt.
2008 erschien Trở Lại. Der Albumtitel bedeutet in etwa „Comeback“, womit sowohl ihre Rückkehr zu ihrem alten, eher poporientierten Stil gemeint ist, als auch die Zusammenarbeit mit Musikproduzenten ihres Heimatlandes, wobei die koreanische Produktionsfirma allerdings immer noch die Ressourcen zur Verfügung stellte. Im selben Jahr erschien allerdings auch ihr Album To the Beat, das wiederum ausschließlich in Korea eingespielt wurde. Sie erhielt 2008 auch die Auszeichnung „Sänger des Jahres“ der Zeitung Thể thao & Văn hóa. Darüber hinaus wurde ihr die Ehre zuteil, die olympische Fackel für die Eröffnung der Olympischen Spiele 2008 in Peking durch Ho-Chi-Minh-Stadt zu tragen.
2010 erschien die Kompilation Melodies of Time in zwei Teilen, benannt nach einem 2008 von ihr gestarteten Projekt. Erstmals wurde auch der Westen auf die vietnamesische Künstlerin aufmerksam. ABC News nannte Mỹ Tâm in einem Artikel als eine von zwölf „Global Pop Sensations You've Never Heard Of“.
Sie trat außerdem als Juror für die vierte Staffel der Castingshow Sao Mai Điểm Hẹn auf dem Sender VTV3 auf. Neben ihr waren auch die Musikproduzenten Tuấn Khanh und Hồ Hoài Anh Teil der Jury.
Von 2010 bis 2011 trat sie in der Musical-Serie Cho Một Tình Yêu als Linh Đan auf und war außerdem für das musikalische Programm verantwortlich. Die Serie lief zwei Jahre und hatte insgesamt 37 Folgen. Einige der von ihr komponierten Lieder wurden mit Musikvideos ausgekoppelt.
2012 trat Mỹ Tâm auf einem Konzert für MTV Exit in Hanoi auf und wurde von dem Musiksender als Repräsentantin für Vietnam ernannt. Es folgte 2013 das Album Tâm. Sie setzte zudem ihre Fernsehkarriere fort und wurde Jurorin in der vierten Staffel von Vietnam Idol und 2015 in der dritten Staffel von The Voice of Vietnam.
2017 erschien Tâm 9  und 20 000 Exemplare davon wurden verkauft, allein am Erscheinungstag wurden 5 000 verkauft und hat damit den Rekord von dem Album Tâm gebrochen.
2019 nahm sie am Film Chị trợ lý của anh in den Rollen als Regisseurin (mit dem Pseudonym Mira Dương), Drehbuchautorin, Produzentin und Schauspielerin teil.

## Bedeutung
Sie zählt zu den reichsten Künstlerinnen ihres Landes und verdient bis zu 20.000 US-Dollar pro Show. Ihr gehören außerdem ein großes Gebäude in Ho Chi Minh City, in dem ein Modehaus sowie ein Café untergebracht sind, die von der Sängerin geleitet werden.
Im Verlauf ihrer Karriere gewann sie eine Reihe von Musikpreisen, darunter den Big Apple Music Award als „Best Selling Artist of Asia“ der Big Apple Music Awards Foundation und war mehrfach für den Devotion Award nominiert, den sie drei Mal gewann. Elfmal erhielt sie den Titel „Beste Sängerin“ und dreimal war sie das „Gesicht des Jahres“ bei den Blue Way Music Awards. 2014 wurde sie von MTV Europe als „Best Southeast Asia Act“ ausgezeichnet. Zudem gewann sie 2014 World Music Awards als „World’s Best-Selling Vietnamnese Artist“, „World's Best Vietnamese Live Act“ und „World's Best Vietnamese Entertainer“.

## Diskografie

### Alben
- 2001: Mãi Yêu, Vol 1
- 2002: Đâu Chỉ Riêng Em', Vol. 2
- 2003: Yesterday & Now, Vol. 3
- 2005: Hoàng Hôn Thức Giấc, Vol. 4
- 2006: Dường Như Ta Đã, Vol. 4,5
- 2006: Vút Bay, Vol. 5
- 2008: Trở Lại, Vol. 6
- 2008: To The Beat, Vol. 7
- 2013: Tâm, Vol. 8
- 2016: Tình như ngọn nến - Xin chỉ là giấc mơ 5
- 2017: Tâm 9
- 2019: Chị Trợ Lý Của Anh

### Kompilationen
- 2010: Melodies of Time 1: Những Giai Điệu Của Thời Gian 1
- 2010: Melodies of Time 1: Những Giai Điệu Của Thời Gian 2 - Quê hương Đất nước

### Soundtracks
- 2010: Cho một tình yêu (For A Love The Soundtrack)
- 2019: Chị Trợ Lý Của Anh (My Dear Assistant!: Original Motion Picture Soundtrack)

### Singles
| - 2001: Thoát ly - 2002: Cây Đàn Sinh Viên - 2002: Ban mai tình yêu - 2002: Dấu chấm hỏi - 2002: Hát với dòng sông - 2003: Giai điệu tình yêu: Tiếng hát Mỹ Tâm - 2005: Dường Như Ta Đã... - 2006: Hãy Đến Bên Em - 2006: Giọt Sương - 2006: Bí Mật - 2006: Em Chờ Anh - 2007: Ngày Hôm Nay - 2011: Cho Một Tình Yêu - 2013: Đánh Thức Binh Minh - 2013: Chuyện Như Chưa Bắt Đầu - 2013: Trắng Đen - 2013: Em Phải Làm Sao - 2015: Ban Mai Tình Yêu - 2015: Khi Cô Đơn Anh Gọi Tên Em | - 2015: Vì Mình Còn Yêu - 2015: Đêm Mùa Đông - 2015: Thứ Tha - 2015: Thương Ca Tiếng Việt - 2016: Đôi Mắt Màu Xanh - 2016: Hãy Về Với Nhau - 2016: Cuộc Tình Không May - 2018: Nắm Lấy Tay Nhau - 2018: Rực Rỡ Tháng Năm - 2018: Quê Hựơng Tuối Thơ Tôi - 2018: Tình Mãi Bên Nhau - 2019: Con Gái Như Em - 2019: Anh Đợi Em Đựợc Không - 2020: Vậy Cũng Vui - 2020: Đúng Cũng Thành Sai - 2020: Anh Chưa Biết Đâu - 2021: Háo Quang - 2021: Cuộc Hẹn Trong Mợ - 2022: Yêu Thương Tiếp Nối |

Live
- 2022: Mong Manh Tình Về
- 2022: Sự Thật Ta Yêu Nhau
- 2022: Ngày Chưa Giông Bão
- 2022: Hẹn Ước Từ Hư Vô

### Videoauskopplungen
- 2002: Hát Với Dòng Sông" (Sing with the River)
- 2003: Mãi Yêu (Endless Love)
- 2011: Đánh Thức Bình Minh
- 2012: Sai (Wrong)
- 2012: Chuyện Như Chưa Bắt Đầu (Like No Beginning)
- 2012: Trắng đen (Black & White)
- 2013: Sự Thật Ta Yêu Nhau (The Truth)
- 2013: My Friend
- 2013: Vì Em Quá Yêu Anh (Crazy Love)
- 2013: Như Một Giấc Mơ (Like a Dream)
- 2013: Phải Làm Sao (What Could I Do)
- 2013: Gởi tình yêu của em (Letter to My Love)
- 2014: Còn Lại (Hurt)
- 2014: Em Phải Làm Sao? (What Can I Do?)
- 2014: Nắm Lấy Tay Nhau (Hold my hand)
- 2014: Thương Ca Tiếng Việt (An Ode To Mothertongue)
- 2015: Khi Cô Đơn Anh Gọi Tên Em (Kokoro No Tomo - Cover)
- 2016: Đôi Mắt Màu Xanh (Blue Eyes)
- 2016: Hãy Về Với Nhau (Come Back To Me)
- 2016: Cuộc Tình Không May (Tragic Love Affair)
- 2017: Em Thì Không (Featuring Karik) (I Don’t) [Remix]
- 2017: Đâu Chỉ Riêng Em (Not Only Me)
- 2017: Đừng Hỏi Em (Don’t ask me)
- 2017: Nếu Có Buông Tay (If You Let Go)
- 2018: Người Hãy Quên Em Đi (Please Forget Me)
- 2018: Anh Chưa Từng Biết (You Never Know)
- 2018: Rực Rỡ Tháng Năm (Those Were The Days - from „SUNNY“ Remake Soundtrack)
- 2018: Muộn Màng Là Từ Lúc (Late From The Beginning)
- 2019: Nơi Mình Dừng Chân (from „Chị Trợ Lý Của Anh“ Soundtrack) (Where The End Is Near- from „Dear My assistant!“ Original Motion Pictures Soundtrack)
- 2019: Khi Ta Yêu (from „Chị Trợ Lý Của Anh“ Soundtrack) (When We Were In Love - from „Dear My assistant!“ Original Motion Pictures Soundtrack)
- 2019: Đời Là Giấc Mơ (from „Chị Trợ Lý Của Anh“ Soundtrack) (The Good Life - from „Dear My assistant!“ Original Motion Pictures Soundtrack)
- 2019: Nếu Anh Đi (If You Leave)
- 2019: Con Gái Như Em (from „Chị Trợ Lý Của Anh“ Soundtrack) (A Girl Like You - from „Dear My assistant!“ Original Motion Pictures Soundtrack)
- 2019: Anh Đợi Em Được Không? (Can You Wait For Me?)
- 2020: Vậy Cũng Vui (Fine For Me)
- 2020: Đúng Cũng Thành Sai (Right Also Becomes Wrong)
- 2020: Anh Chưa Biết Đâu (You Don’t Know Anything)
- 2021: Hào Quang (Halo)